# Hlavolam
Hlavolam je problém, hádanka, záhada, která zkouší vynalézavost jeho řešitele. Obecně nejznámější formou hlavolamů jsou mechanické hlavolamy, ale mohou za ně býti považovány i mnohé jiné úlohy. Například křížovky, sudoku, různé formy doplňovaček, osmisměrek a podobně. Stejně tak může být za hlavolam považována šifra, hádanka či matematická slovní úloha.
Určitou formou hlavolamu mohou být také úlohy některých logických her, jako jsou například šachy či GO.
Mechanický hlavolam je objekt, který svého luštitele vyzývá k objevení skrytého aspektu předmětu, a to za použití logiky, zručnosti, zkušenosti, prostorové představivosti, fantazie či štěstí.
Hlavolamy jsou často vytvářeny jako forma zábavy, často však vycházejí z vážných matematických či logických problémů. V takových případech může být jejich úspěšné řešení významným příspěvkem k matematickému výzkumu.
Historie hlavolamů sahá až do Starověkého Egypta, Číny, Japonska či na Arabský poloostrov. Nejrůznější hlavolamové hříčky se objevovaly nejen mezi vládnoucí vrstvou, ale v jednoduchých formách i mezi obyčejnými lidmi.
V roce 1893 vydal profesor Hoffman v Londýně knihu "Hlavolamy staré a nové" (Puzzles old and new), ve které se kromě popisu více než 40 hlavolamů také poprvé pokusil ustanovit základní kategorizaci hlavolamů.
Jako hlavní problém tohoto úkolu popisuje fakt, že není možné prakticky určit jednoznačné kategorie tak, aby se některé hlavolamy nepřekrývaly.
Po diskuzích[koho?] se nakonec v současnosti všeobecně uznávané kategorie ustálily na deseti s některými podkategoriemi:[zdroj⁠?!]

## Rozdělení

### 1. sestavovací
1. dvourozměrné skládací hlavolamy (Tangram[1], polymina, Eternity)
2. třírozměrné skládací hlavolamy (Soma)
3. Ostatní sestavovací hlavolamy (Instant Insanity)
4. Hlavolamy se zápalkami

### 2. rozkládací
1. Trikové rozkládací (například Japonské tajné skříňky)
2. Se skrytým mechanismem (News)
3. Trikové zámky a klíče
4. Trikové zápalkové krabičky
5. Trikové nože

### 3. sestrojené z navzájem se prostupujících dílků
1. Figurální
2. Geometrické objekty
3. Trojrozměrné skládací hlavolamy
4. Hvězdicové (například Burr – růžice)
5. Klíčenkové
6. Ostatní

### 4. rozplétací
1. Lité a plechové rozplétací (například Ježek v kleci[2])
2. Drátěné
3. Provázkové
4. Ostatní rozplétací

### 5. s postupnými kroky
1. Solitéry (například Khun Pan, Hanojská věž[3])
2. Počítací
3. Posuvné (například 15[4])
4. Rotační (například Rubikova kostka[5])
5. Bludiště a labyrinty
6. Ostatní hlavolamy s postupnými kroky (například Kuličková věž)
7. Bludiště a labyrinty pro lidi

### 6. zaměřené na zručnost
1. Házecí a chytací
2. Zručnostní s kuličkou (například Perplexus[6])
3. Bludiště s kuličkou
4. Ostatní hlavolamy na zručnost

### 7. Nádoby
(například Myslivecká holba)

### 10. Nemožné předměty
(například šíp v lahvi)